# Elytrimitatrix trifasciata
Elytrimitatrix trifasciata är en skalbaggsart som först beskrevs av Bates 1892.  Elytrimitatrix trifasciata ingår i släktet Elytrimitatrix och familjen långhorningar.
Artens utbredningsområde är:
- Costa Rica.
- Guatemala.
- Honduras.

Inga underarter finns listade i Catalogue of Life.